# Westphalia (Iowa)
Westphalia és una població dels Estats Units a l'estat d'Iowa. Segons el cens del 2000 tenia 160 habitants.

## Demografia
Segons el cens del 2000, Westphalia tenia 160 habitants, 61 habitatges, i 43 famílies. La densitat de població era de 686,4 habitants/km².
Dels 61 habitatges en un 37,7% hi vivien nens de menys de 18 anys, en un 62,3% hi vivien parelles casades, en un 3,3% dones solteres, i en un 29,5% no eren unitats familiars. En el 26,2% dels habitatges hi vivien persones soles el 18% de les quals corresponia a persones de 65 anys o més que vivien soles. El nombre mitjà de persones vivint en cada habitatge era de 2,62 i el nombre mitjà de persones que vivien en cada família era de 3,26.
Per edats la població es repartia de la següent manera: un 30,6% tenia menys de 18 anys, un 5% entre 18 i 24, un 33,8% entre 25 i 44, un 13,8% de 45 a 60 i un 16,9% 65 anys o més.
L'edat mediana era de 37 anys. Per cada 100 dones de 18 o més anys hi havia 88,1 homes.
La renda mediana per habitatge era de 35.938 $ i la renda mediana per família de 47.500 $. Els homes tenien una renda mediana de 35.833 $ mentre que les dones 20.417 $. La renda per capita de la població era de 17.066 $. Entorn del 7,9% de les famílies i l'11,2% de la població estaven per davall del llindar de pobresa.

## Poblacions més properes
El següent diagrama mostra les poblacions més properes.